# 格洛斯特公爵亨利·斯圖亞特
亨利·斯图亚特 KG（英语：Prince Henry Stuart, Duke of Gloucester；1640年7月8日—1660年9月13日），又作奥特兰的亨利（Henry of Oatlands），第一代格洛斯特公爵和剑桥伯爵，英王查尔斯一世和王后法兰西的亨利埃塔·玛丽亚的幼子，英王查尔斯二世和詹姆斯二世的弟弟。
自2岁开始，亨利与姐姐伊丽莎白在英国内战中与家人失散，并成为议会的囚犯。几年来，由于伦敦瘟疫肆虐，孩子们不断地从一处住所转移到另一处住处。他们还定期更换家庭教师和监护人，让他们更忠于政府。1645年，亨利和伊丽莎白的哥哥约克公爵詹姆斯（后来的詹姆斯二世）也加入了他们的行列。，他发现自己陷入了财务困境。1647年，查尔斯一世被捕，1647 年至1648年间，他多次被允许探望自己的孩子。1648年4月，詹姆斯逃离了这个国家。可能计划他会带亨利一起去，但伊丽莎白不敢让她的弟弟走。1649年，查尔斯一世被判处死刑时，他担心亨利会被拥立为国王并成为政府的傀儡，于是他让8岁的儿子发誓，在他的两个大儿子活着期间，他不会因为任何事情而继承王位。
查尔斯一世被处决后，苏格兰宣布威尔士亲王查尔斯为新国王查尔斯二世。1650年，查尔斯二世登陆苏格兰，促使英格兰议会将先王的孩子们送往怀特岛的卡里斯布鲁克城堡囚禁，查尔斯一世也曾在此地被囚禁。被送往囚禁前，亨利和伊丽莎白被剥夺了所有头衔和特权。1650年9月抵达卡里斯布鲁克城堡后，亨利的姐姐伊丽莎白就病逝了。亨利就独自一个人住在城堡内直至隔年，被奥利弗·克伦威尔允许前往欧洲大陆，并在巴黎与母亲亨利埃塔·玛丽亚见面。亨利对于十一年未见的亨利埃塔·玛丽亚并没有很好的了解：亨利是一位虔诚的新教徒，而他的母亲是一位顽固的天主教徒。女王不顾已故丈夫和长子的意愿，试图让亨利皈依天主教，但这只会恶化他们的关系。亨利去了科隆他的兄弟查尔斯二世那里。1657年，王子与他的兄弟詹姆斯一起站在西班牙一边对抗法国。1659年5月，查理将亨利于1650年被议会剥夺的格洛斯特公爵头衔恢复给他的兄弟，并授予剑桥伯爵头衔。
1660年英国恢复君主制后，亨利陪同他的兄弟返回英格兰。亨利在那里获得了多项职务的任命，但在查理二世加冕之前，他感染了天花并去世了。他被埋葬在威斯敏斯特大教堂的苏格兰女王玛丽的墓穴里，几周后， 他的姐姐玛丽也被埋葬在那里，她也死于天花。

## 早年生活

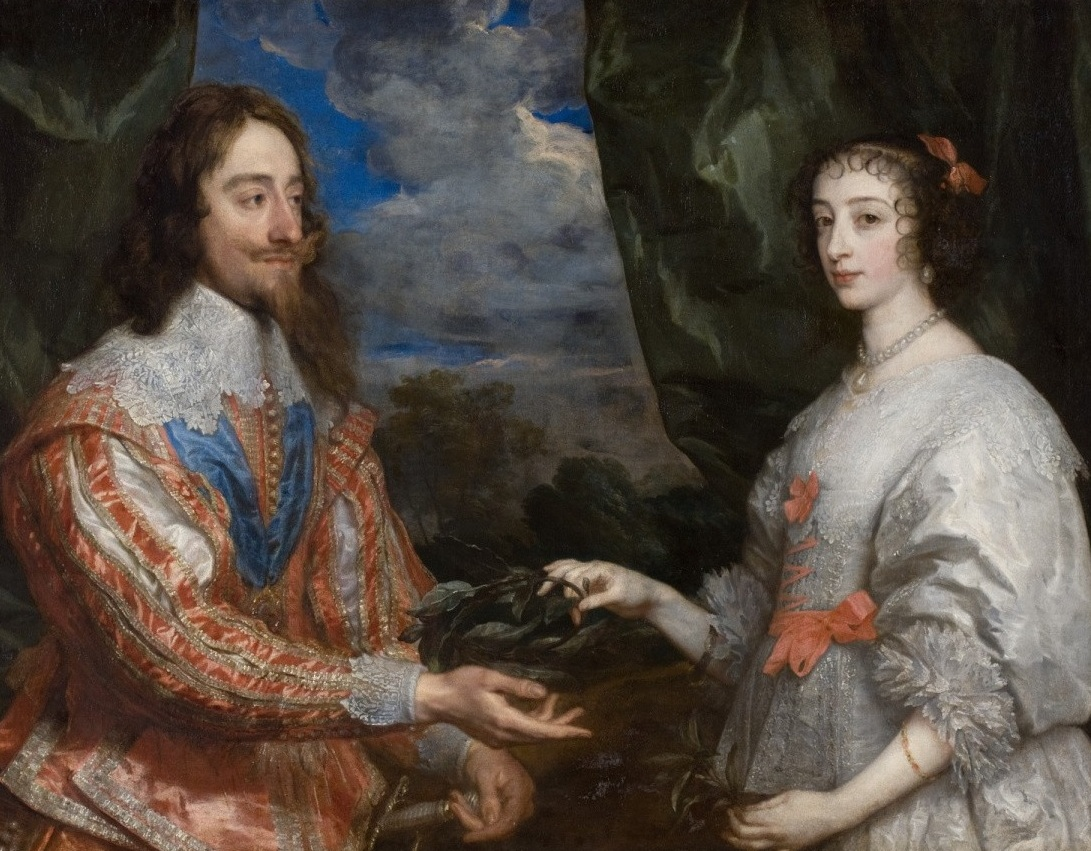
亨利·斯图亚特的父母——国王查尔斯一世和王后法兰西的亨利埃塔·玛丽亚

亨利·斯图亚特于1640年7月8日生于萨里郡韋布里奇附近的奥特兰兹宫，是英格兰、苏格兰和爱尔兰国王查尔斯一世和王后法兰西的亨利埃塔·玛丽亚最小的儿子，也是倒数第二个孩子。国王和王后总共有九个孩子——四个儿子和五个女儿，长子康沃尔公爵查尔斯·詹姆斯死产、第四个女儿凯瑟琳在洗礼后不到半小时就去世了，第三个女儿安妮。三岁时去世。由于长子死产，亨利在出生时被视为国王的三子，而非四子。亨利也成为王室夫妇第五个在婴儿期存活下来的孩子。
亨利的祖父母为英格兰、苏格兰和爱尔兰国王詹姆斯六世及一世和王后丹麦的安娜，外祖父母为法兰西和纳瓦拉国王亨利四世和玛丽·德·美第奇。亨利出生时，他的所有祖父母中，只有玛丽·德·美第奇还活着。王子于1640年7月22日受洗，他唯一的教母是他的姐姐玛丽·斯图亚特，这次仪式是她第一次公开露面。亨利一出生就获得了格洛斯特公爵的头衔（可能）。

## 斯图亚特的复辟及死亡

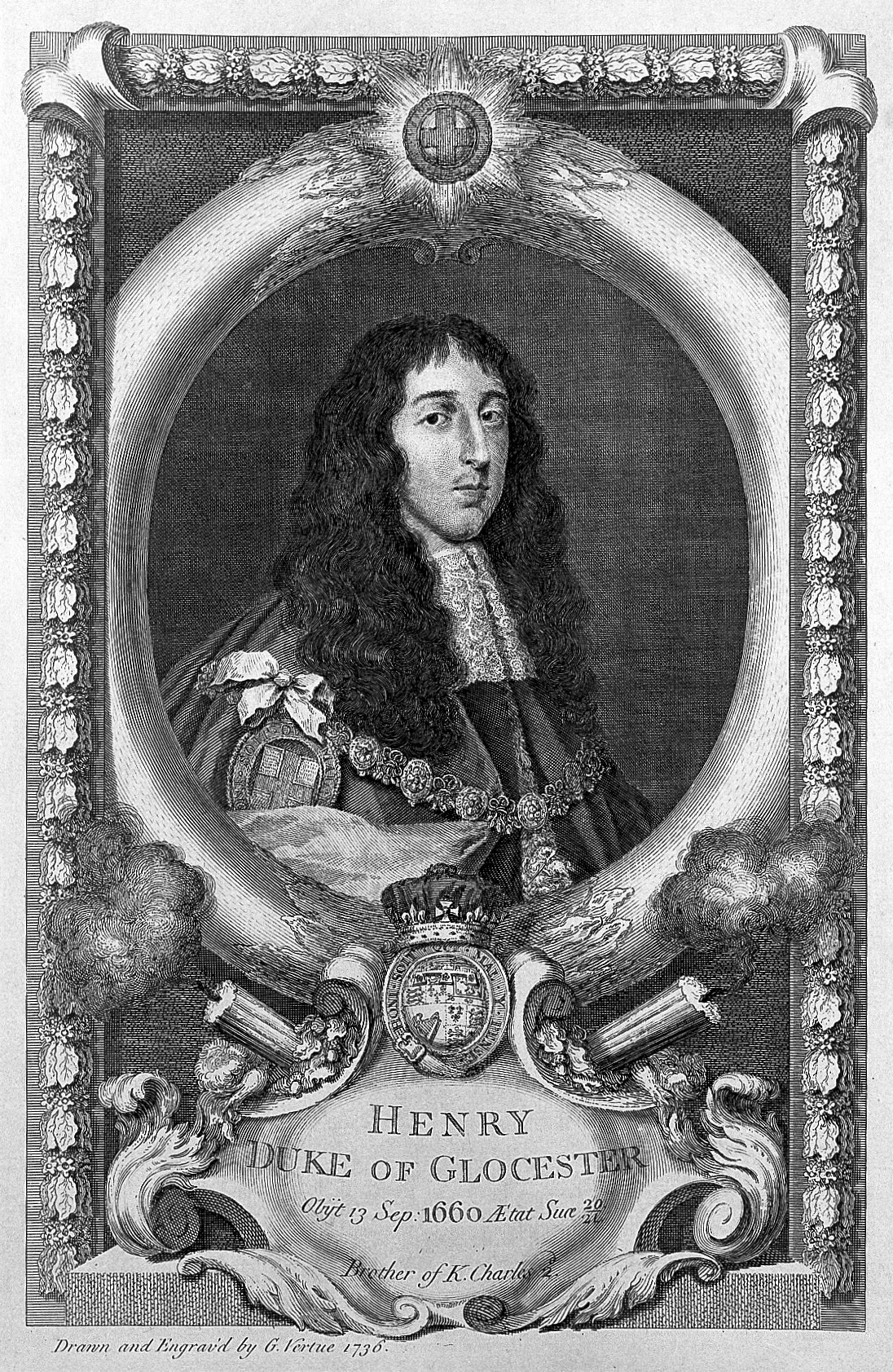
18世纪格洛斯特公爵亨利·斯图亚特的版画

1660年，斯图亚特王朝复辟。亨利跟着长兄查尔斯二世一同回到英格兰，并居住在白厅宫。同年6月31日，亨利成为上议院议员。1660年9月初，亨利感染了在伦敦肆虐的流行病——天花，并于同年1660年9月13日（查尔斯二世加冕前夕）逝世。死后的1660年9月21日葬于威斯敏斯特大教堂玛丽一世的墓穴内.，亨利的去世掩盖了家庭团聚的喜悦。。几周后，亨利的姐姐奥兰治王太妃玛丽也死于天花。临终前，她希望被埋葬在她弟弟的旁边。
查尔斯二世曾计划让亨利与丹麥的威廉明妮·恩尼絲汀公主联姻，以加强英丹海上联盟，丹麦国王弗雷德里克三世也同意了这桩婚姻，但因亨利的早逝而不了了之。亨利的死也导致了后来的斯图亚特王朝的消亡 。
第一代克拉伦登伯爵爱德华·海德热情地将亨利描述为最优秀的青年之一：“我所认识的最有男子气概的人”，“一位充满非凡希望的王子”，“性格清秀、优雅、活泼，具有理性和理解力”。吉尔伯特·伯内特则认为“亨利与他的任何兄弟都有不同的性格。他很活跃，喜欢做事，喜欢特殊的友谊，而且性格古怪，非常令人愉快。” 正如伯内特所写，“许多人都对他的去世表示哀悼，尤其是国王，他从未如此沮丧过”。

## 头衔、称号、荣誉及纹章
1659年05月13日，亨利被册封为格洛斯特公爵和剑桥伯爵，尽管他可能自出生就持有这两个头衔。
- 1640年07月08日-1659年05月13日：亨利·斯图亚特王子殿下
His Highness Prince Henry Stuart
- 1659年05月13日-1660年09月13日：格洛斯特公爵殿下[6]
His Highness The Duke of Gloucester

### 荣誉
- 最尊貴的嘉德勛章（1653年4月4日[6]）

### 纹章
亨利作为君主之子得以使用皇家徽章，并以三分银的标签加以区别。每一点装饰着都铎玫瑰。并加以嘉德勋章，并由英格兰的狮子和苏格兰的独角兽扶着盾牌。盾徽上的皇冠为君主之子的冠冕。
| 亨利·斯图亚特的皇家徽章 |

## 资料来源
- Ashmole, Elias. . J. Macock. 1672  [2023-09-22]. （原始内容存档于2023-10-30）.
- Beatty, Michael A. . McFarland. 2003: 43–47  [2023-09-22]. ISBN 978-0-7864-1558-8. （原始内容存档于2023-01-11）.
- Boutell, Charles. . Kessinger Publishing. 2010: 245–246  [2023-09-22]. ISBN 978-1-1652-9931-7. （原始内容存档于2023-10-30）.
- Callow, John. . Gloucestershire: Sutton. 2000: 143–149  [2023-09-22]. ISBN 978-0-7509-2398-9. （原始内容存档于2023-10-30）.
- Cartwright, Julia. . London: Seeley and Co.Ltd. 1900.
- Chester, Joseph Lemuel (编), , London: Harleian Society, 1876
- Everett Green, Mary Anne.  VI. Henry Colburn. 1855: 335–396  [2023-09-22]. （原始内容存档于2023-10-30）.
- Goodwin, Gordon. Leslie Stephen , 编. . Dictionary of National Biography, 1885-1900 XVII (London: Smith, Elder & Co). 1889: 232–233  [2023-09-22]. （原始内容存档于2023-10-31）.
- Goodwin, Gordon. Sidney Lee , 编. . Dictionary of National Biography, 1885-1900 XXXVI (London: Smith, Elder & Co). 1893: 400–404  [2023-09-22]. （原始内容存档于2023-03-30）.
- Henderson, Thomas Finlayson. Leslie Stephen , 编. . Dictionary of National Biography, 1885-1900. CCLXVII (London: Smith, Elder & Co). 1891: 108–109  [2023-09-22]. （原始内容存档于2023-10-30）.
- Kitson, Frank. . London: Constable. 1999. ISBN 978-0-0947-9850-2.
- Louda, Jiří; Maclagan, Michael,  2nd, London: Little, Brown, 1999 [1981], ISBN 978-0-316-84820-6
- Miller, John. . New Haven: Yale University Press. 2008: 37–66  [2023-09-22]. ISBN 978-0-3001-4341-6. （原始内容存档于2023-10-30）.
- Panton, James. . Scarecrow Press. 2011  [2023-09-22]. ISBN 978-0-8108-7497-8. （原始内容存档于2024-03-21）.
- Purkiss, Diane. . London: Harper-Collins, UK. 2012. ISBN 978-0-0073-6911-9.
- Waller, Maureen. . Macmillan. 2007: 49–135  [2023-09-22]. ISBN 978-1-4299-8209-2. （原始内容存档于2023-10-30）.
- Weir, Alison. . Random House. 2011  [2023-09-22]. ISBN 978-1-4464-4911-0. （原始内容存档于2023-01-11）.
- White, Michelle A. . Ashgate Publishing. 2006. ISBN 978-0-7546-3942-8.